# Dugonics András
Dugonics András (horvátul: Andrija Dugonić) (Szeged, 1740. október 18. – Szeged, 1818. július 25.) piarista szerzetes, író, egyetemi tanár.

## Életútja
Édesapja a polgári származású Dugonits András (1715–1780), aki élete folyamán jómódú kereskedővé vált; 1747 és 1760 között állandóan Szeged városa külső tanács tagjává választották meg. Ezután is haláláig városi tanácsos, az árvák gyámja és 1768 és 1771 között Szeged Szabad Királyi Város kapitánya volt. Édesanyja Imre Katalin, aki korán elhunyt. Szülei gondos és alapos neveltetésben részesítették. Olyannyira kiváló előmenetelt tanúsított iskoláiban, hogy magára vonta a szegedi kegyesrendiek figyelmét is. Iskoláit 1756-ban elvégezve – szülei ellenkezése dacára – maga is a rendbe lépett. A szerzetesi próbaévek után Nagykárolyban bölcseletet, Nyitrán hittudományt tanult. 
Miséspappá szentelése után költészetet és szónoklattant tanított Erdélyben, Medgyesen. Erdélyi tartózkodása meghatározó befolyással volt szellemi fejlődésére, a nemzeti mondavilágban sajátos romantikus színezetben feltűnő Erdély római, dák, hun és magyar történeti hagyományaival a fiatal tanárban komoly érdeklődést ébresztett a történelem iránt. 1770-ben Nyitrára helyezték át, ahol a püspöki nevelőintézetben a bölcselet tanításával bízták meg, emellett azonban a költészettel is foglalkozott. Gyöngyösi István volt a példaképe, akit e korszakban az egyetlen klasszikus magyar költőnek tartottak. 
1773-ban Magyarországon eltörölték a jezsuita rendet, így az addig jezsuita kézben lévő Nagyszombati Egyetemen is kezdetét vette a tanári kar újjászervezése, és Dugonicsot a nagyszombati egyetemre helyezték át matematikatanárnak. Működését 1774-ben kezdte meg, és akkor is folytatta, amikor 1777-ben az egyetemet Budára helyezték át. 1788-ban az egyetem rektora lett. 1808-ban hajlott kora és testi gyengesége miatt nyugalomba vonult rokonainál Szegedre, ahol tíz évre rá meg is halt.
Karácsony Chrysostom Incze rendtársa eképp jellemzi Dugonicsot: „Termetére nézve magas, tömött, egyenes szálú ember volt. Szép s eleven képének különös díszére szolgált gyönyörű fodros haja. Édesen, de egyszersmind férfiasan hangzó szava, gyors lépése, könnyü mozdulása belső tűzre s nemes indulatra mutattak… Hizelkedésre, alacsonyságra soha nem hajlott. A sok beszédet kerülte, elmésen mulatni szeretett.”

## Szépírói és tanári működése

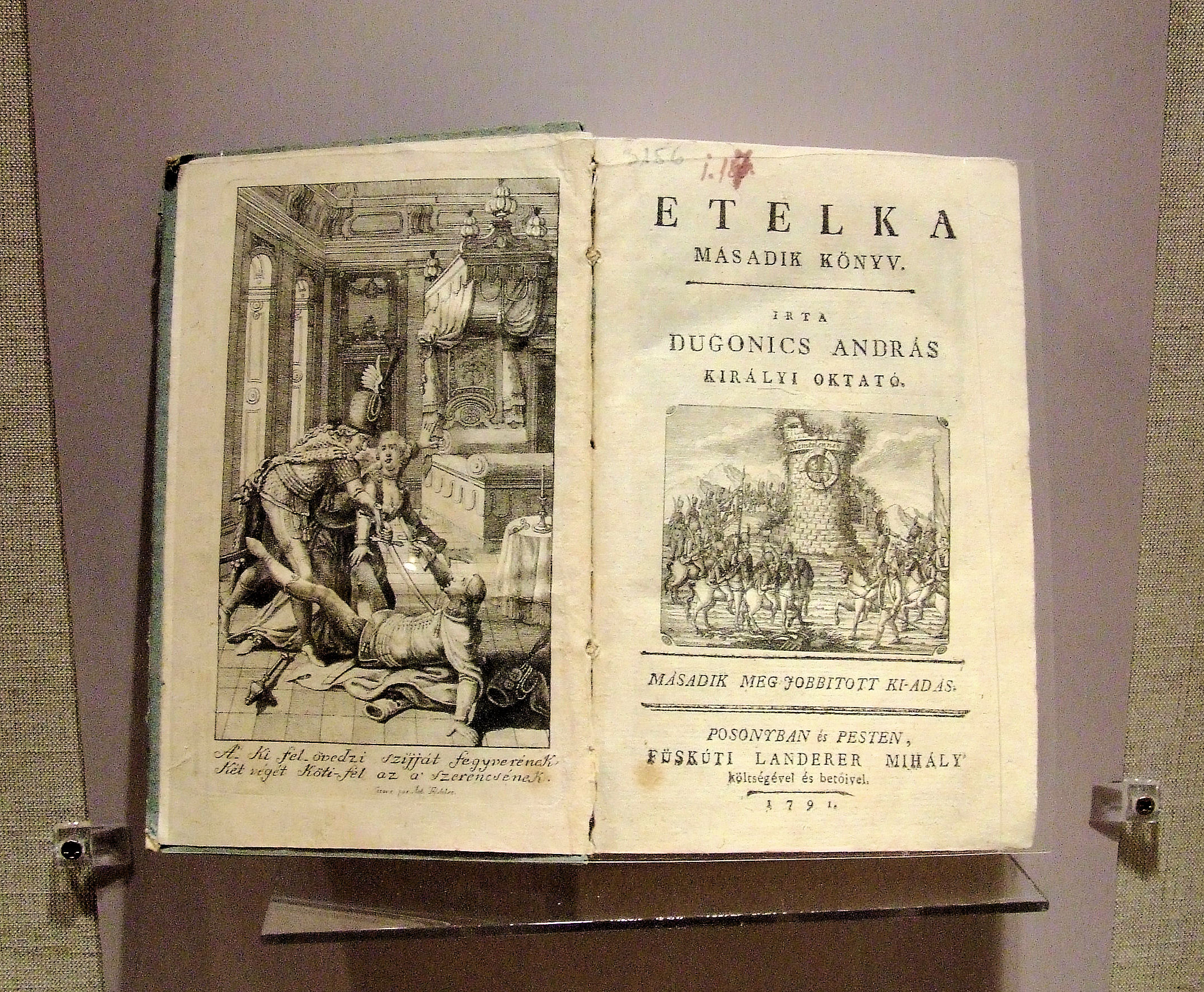
Dugonics András Etelka című regényének második kiadása (Wosinsky Mór Múzeum, Szekszárd)

Dugonics életműve leginkább irodalmi szempontok alapján ragadható meg, hiszen hagyatékának túlnyomó részét regények, színművek alkotják. Fő művének a kortársak által nagyra értékelt, ám az utókor által elfeledett Etelka tekinthető.
Lábjegyzetek sokasága által kísért, különös elegye a regénynek és a történelmi tanulmánynak. Dominálnak benne a leíró részek, amelyek a honfoglalás kori magyarság szokásaival, életmódjával, magánéletével foglalkoznak. Olyan magyarságképet állít olvasói elé, amelynek alapja a nyelvi, kulturális közösség. Gyimesi István kutatásainak köszönhetően ma már nyilvánvaló, hogy Dugonics e művét nem a II. József által kiadott nyelvrendeletre adandó válaszként készítette. Nem szerepelt céljai között a felkorbácsolt nemzeti indulathullám meglovaglása, az olcsó népszerűségre való törekvés. Irodalmi tevékenységét pályatársai közül többen értetlenséggel fogadták, közéjük sorolható Kazinczy Ferenc is.
Amint irodalmi, úgy matematikai munkássága is kiváltotta a kortársak és az utókor éles reagálásait. Szénássy Barna, aki Dugonics szakmai kvalitásairól elítélően nyilatkozik, egyenesen „felszínes tudású, emellett túlzott önimádatban szenvedő” egyénnek festi. (Szénássy, A magyarországi matematika története, 107.) Szentpétery Imre tevékenységének értékelésekor fontosnak tartja megemlíteni azt az esetet, melyben „… tanítványai egy vizsga alkalmával a problémákat sem magyarázni, sem elegendőképen bizonyítani nem tudták.” (Szentpétery, A bölcsészettudományi kar története, 266.) Az állítás kissé más megvilágításba kerül, ha figyelembe vesszük, hogy a volt jezsuita Bruna Ferenctől származik, aki a filozófia tanszékre való pályázása alkalmával ellentétbe került Dugoniccsal.) Az utókor negatív, elítélő véleménye nem csupán jellemére, de tanári munkásságára, és alkotásaira is kiterjed. E vádak szerint egyetemi oktatói tevékenysége nem érte el a korszínvonalat, tanítványai nem voltak képesek teljesíteni. Ami pedig matematikai munkáit, a Tudákosságnak…könyveit illeti, azok alacsony színvonalú fércművek.
A vádak, amelyek kritikusról kritikusra öröklődve önmagukat táplálják, Gyimesi István tanulmányában szakszerű, értő módon kerülnek megcáfolásra. Gyimesi levéltári és kézirattári források alapján bizonyítja, hogy Dugonics tanári készültsége és tevékenysége a kor színvonalán mozgott.
Egyrészt az egyetemi katedra elnyerésében Makó Pál, a híres exjezsuita matematikus támogatta. Másrészt a Tudákosság…könyveit összevetve a Makó Pál-féle Elementa matheseos purae-vel, az minden szempontból ekvivalensnek tekinthető. Ez az összehasonlítás azért lehet irányadó, mivel az akadémiákkal közös tantárgy volt az elemi matematika, Makó Pál könyve pedig ott kötelező tankönyvként szerepelt. Ami pedig az oktatás színvonalát illeti, arról elmondható, hogy a bölcsészkari képzés nem jelentett szaktudományos képzést. A matematika tantárgy óraszáma eltörpült más tárgyakhoz viszonyítva, és a tanulók életkora sem volt magasabb a mostani gimnazistákénál. Így a mai viszonyokkal való összevetés téves megállapításokhoz vezethet, ha azonban a korabeli európai normákkal hasonlítjuk össze a Dugonics által készített magyar nyelvű tankönyveket, akkor nincs szégyenkezni valónk. Gyimesi István szerint: „ …Magyarországon nem volt annyira lemaradva a matematika oktatása, mint a tudomány művelése.” (Gyimesi, Dugonics András matematikai munkássága, 213.) Dugonics kvalitásait látszik megerősíteni az a tény is, amit Kosáry Domokos a negatív tradíció hatása alatt állva dehonesztáló kontextusba ágyazva így ír le: „Dugonicsot, az egyetem leggyengébb matematikaoktatóját, szakember kollégái fejcsóválása közben kritikátlan ifjú hallgatói nemesi nacionalista demagógiája miatt ünnepelték.” (Kosáry, Művelődés a XVIII. századi Magyarországon, 628.)

## A tudákosságnak… könyvei

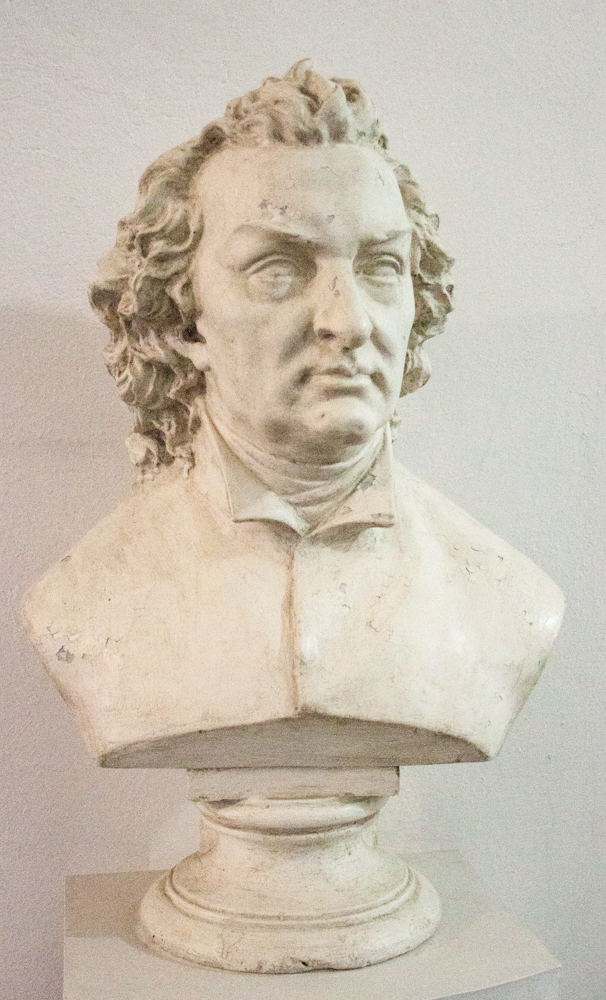
Mellszobra (Izsó Miklós alkotása)

Dugonics András 1784-ben adta ki A tudákoságnak két könyvei, melyekben foglaltatik a Betővetés (algebra) és a Földmérés (geometria) című munkáját. 1798-ban ezen két könyv ismételt kiadása mellett megjelent két újabb munkája is: A tudákosságnak III. könyve: A három szögellések (trigonometria) és IV. könyve: a csúcsos szelésekről (de sectionibus conicis) – címen. Igazán értékessé ezen munkákat nem is tartalmuk, hanem nyelvük teszi. Dugonics erről így ír: „…Én megmutattam, hogy ha a tudákosság magyarul tanittatna, más idegen nyelvre éppen nem lenne szükségünk, a mint is azon két tudákos könyveinkben semmi más szavakkal nem éltem, hanem tiszta magyar szavakkal.” (idézi Gyimesi, Dugonics András matematikai munkássága, 203.) Másutt így fogalmaz: „nincs a világon semmi a mit magyarul ki ne lehessen mondani csak ésszel, és tudománnyal forgolódgyon az ember.” (idézi Gyimesi, 205.)
Dugonics a nyelvújító mozgalom radikális alakja volt. Puristaként a végletekig kerülte a nem magyar szavak használatát, amit mi sem bizonyít inkább, mint az, hogy az egyetlen somma (összeg) szón kívül művében nincs idegen kifejezés. Szókincsét már meglevő magyar nyelvű matematikai írások, régi kódexek figyelembevételével, köznyelvi szavaknak a műnyelvbe vonásával és átértelmezésével, összetétellel, elvonással, képzéssel teremtette meg. Máig használatosak a matematikában a következő Dugonics által konstruált szavak: bizonyítani, csonka, egyenlet, gömb, gyök, háromszög, henger, jegyzet, sugár, húr, szelet, szög, természettudomány, természettörvény, véges, végtelen (Gyimesi, 207.); derékszög, hasáb, számtan, mértan.

## Működésének értékelése
Tanárként 34 esztendőn át formálta a bölcsészeti kar ifjúságának matematikai gondolkodását. Tankönyvíróként áttekinthető, jól strukturált könyveket készített, melyek korának színvonalán álltak. A matematikai műnyelv kimunkálásában maradandót alkotott, ma használatos matematikai alapszókincsünk jelentős részben nyelvújító munkájának eredménye.
Munkásságának egészét értékelve a Tudományos Gyűjtemény a következő nekrológot közölte halálakor: „Szegeden meghalt Dugonics András, a kegyes iskolák szerzetéből való pap. Az erkölcsnek és tudományoknak áldozott élete, a tanításban fáradhatatlan fáradozásai, számos és becses munkái, melyekkel a magyar literaturát oly dicsőségesen gyarapította, neki a magyaroknál mindenkor fenmaradandó nevet szereztek.”

## Munkái
- Troja veszedelme, melyet a régi versszerzőknek irásiból egybe szedett és versekbe foglalt. Pozsony, 1774 (Magyarázó jegyzetekkel. Függelékként néhány költeményfordítása található: Vergilius első eklogája, Ovidiustól Pallas és Arachne regénye és A világkorok leirása, valamint Horatiustól két óda.) – hasonmásban: 2006
- Andreae Dugonicii Argonauticorum, sive de Vellere Aureo, LL. XXIV. Pozsony és Kassa, 1778 (tanítóregény)
- Ulyssesnek, ama hires és nevezetes görög királynak csudálatos történetei. Pest, 1780 (amelyben az Odüsszeiát követte szabadon)
- A tudákosságnak két könyvei, melyekben foglaltatik a Betővetés (algebra) és a Földmérés (geometria) Pest, 1874 (2. bővített kiadás, Pozsony és Pest, 1798)
- A tudákosságnak III. könyve: A három szögellések (trigonometria) és IV. könyve: a csúcsos szelésekről (de sectionibus conicis). Pozsony és Pest, 1798. A szerző ezen munkájával felelt II. József kormányának a német nyelvet tannyelvül kijelőlő rendelete ellen, a magyar nyelvnek a felsőbb tudományok tárgyalására is alkalmas voltát bizonyítandó. A munka címén hibásan áll második kiadás; csak a két első kötet 2. kiadásához tartozott.)
- Etelka, egy igen ritka magyar kis-asszony Világas-Váratt, Árpád és Zoltán fejedelmink ideikben. Pozsony és Kassa, 1788 (Ism. Mindenes Gyűjtemény 1789. I. 129. l. 2. javított kiadás. Pozsony és Pest, 1791. 3. kiadás. Ugyanott, 1805)
- Az arany pereczek. Szomorú történet öt szakaszokban. Pozsony és Kassa, 1790 (2. kiadás. Ugyanott, 1800. Családi regény Barcsai Ákos fejedelem korából. 3. kiadás: Budapest, 1898)
- A gyapjas vitézek, két könyvben. Pozsony, 1794 (magyar átdolgozása a szerző Argonautáinak)
- Jeles történetek, melyeket a magyar játék színre alkalmaztatott. Pest, 1794. Két kötet (Toldi Miklós, szomorú történet 3 szakaszban. Kún László, szomorú történet 4 szakaszban. Etelka Karjelben, szomorkás darab 4 szakaszban. Bátori Mária, szomorú történet 5 szakaszban)
- Gyöngyösi István költeményes maradványai. Pozsony és Pest, 1796 (kiadta bő bevezetéssel)
- A szerecsenek. Pozsony és Pest, 1798, két kötet («Heliodórusnak nyomdoki szerént úgy fölékesítöttem, a mint csak tőllem kitelhetött.», előszó)
- Római történetek. Pozsony és Pest, 1800
- Etelkából ki-válogatott remekje a helyes magyarságnak. Pozsony, 1800
- A magyaroknak uradalmaik; mint a régi, mind a mostani időben. Tizennégy rézmetszett paisokkal. Pest és Pozsony, 1801 (hasonmásban: 2011)
- Jolánka Etelkának leánya. Pest és Pozsony, 1803–1804, két kötet
- Szittyiai történetek. Pest és Pozsony, 1806–08, két kötet (a magyarok őstörténete Árpád haláláig) Online
- Cserei. Egy honvári herczeg. Szeged, 1808
- Radnai történetek. Szeged, 1810 (a radnai kápolna csodái, a búcsújárók számára, még 1808-ban Pesten irta)
- Nevezetes hadi-vezérek. Pest, 1817 (Életrajzok Corn. Nepos és Plutarchus után)
- Magyar példabeszédek és jeles mondások. Pest, 1820 (Két kötet, P. Chrysostomus által írt életrajzával együtt Grünn Orban szegedi nyomdász adta ki. Hasonmás kiadásban megjelent a szegedi Bába Kiadónál 2009-ben.)
- Bátori Mária. Pest, 1881 (Endrődi Sándor tanulmányával a szerzőről. N. Könyvtár XVIII.) és Pest, 1887. Olcsó Könyvtár 230. Kiadta Heinrich Gusztáv, a ki kimutatta, hogy e darab Soden Gyula gróf 1784-es Ignez de Castro című drámájának magyar átköltése)
- Tárházi. Víg szabású játék öt szakaszban. Az eredeti kéziratból kiadta és bevezetéssel ellátta Háhn Adolf. Pest, 1882
- Dugonics András Följegyzései. Budapest, 1883 (Olcsó Könyvtár 162. sz. Sajtó alá rendezte s a latin részeket jegyzetben kivonatosan magyarra fordította ifj. Szinnyei József. I. része: Etelkának kulcsa; a II. rész a magyar korona visszahozatalát és az ezzel okozott örömöt írja le a III. rész a Dugonics-családnak a magyar nemesség eléréséért tett lépéseivel foglalkozik; végül az utolsó a Martinovics-összeesküvésről szól)
- Kun László. Budapest, 1885 (Olcsó K. 186. sz. Kiadta Heinrich Gusztáv, aki kimutatja, hogy e darab Fridriech Justin Bertuch Elfriede [1775.] című drámájának magyar átköltése)
- Toldi Miklós. Budapest, 1893 (Olcsó Könyvtár, sajtó alatt. Kiadta Heinrich Gusztáv, aki kimutatta, hogy e darab Christmann K. Der Statthalter von Corfu című tragédiájának magyarítása)
- Etelka Karjelben. Szomorkás történet; sajtó alá rend. Prónai Antal; Stampfel, Pozsony–Budapest, 1904 (Segédkönyvek a magyar nyelv és irodalom tanításához)
- Dugonics András Etelkája. Szemelvényekkel; összeáll., bev. Prónai Antal; Szent István Társulat, Budapest, 1906 (Irodalomtörténeti olvasmányok)
- Dugonics András magyar példabeszédek és jeles mondások c. gyűjteményéből; sajtó alá rend. Szabó Béla; Egyetemi Ny., Budapest, 1932 (Magyar irodalmi ritkaságok)
- Dugonics András szegedi monográfiája; sajtó alá rend. Lugosi Döme; Hírlapkiadó, Szeged, 1929
- Téténynek ékessége melyet versekbe foglalt Dugonics András s most az eredeti kézirat szerint nyomtatásban kibocsájt Baróti Dezső; Dugonics Társaság, Szeged, 1941
- A'-mi vólt, vittatni való. Válogatás Dugonics András matematikai írásaiból; egyes bizonyításokat mai nyelvre átírta, bev. Lang Jánosné et al., sajtó alá rend. Kiss László; Szegedi Tömörkény István Gimnázium, Szeged, 1970
- Cserei, egy honvári herceg. Voltaire Zadigjának magyarítása; megmagyarosította Dugonics András, sajtó alá rend. Belia György, utószó Kerényi Ferenc; Magyar Helikon–Európa, 1975
- Szittyiai történetek; ill. Banga Ferenc, Szemethy Imre; ELTE Historia Litteraria Alapítvány–Képes Próza Tár, Budapest, 1998 (Képes próza tár)
- Etelka; sajtó alá rend. Penke Olga; Kossuth Egyetem, Debrecen, 2002 (Csokonai könyvtár. Források)

## Emlékezete

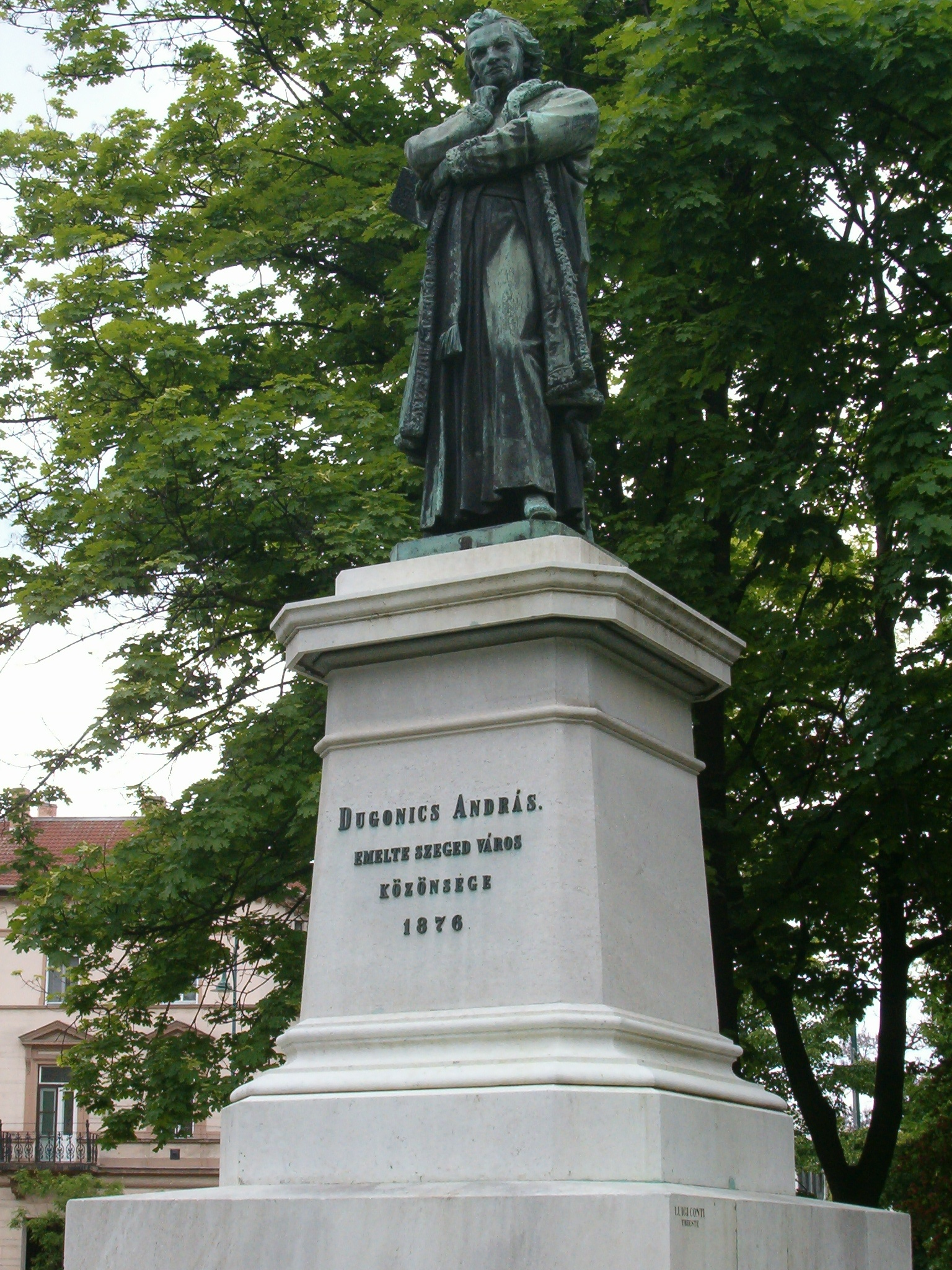
Dugonics András szobra Szegeden (Izsó Miklós, 1876)

- Rendtársai 1847-ben márvány sírkővel jelölték meg hamvainak nyughelyét.
- Az 1830-as években arcképével diszítették a szegedi városháza nagytermét.
- 1876-ban szobrot állítottak emlékezetére Szegeden.
- 1892 novemberében alakult meg Szegeden a Dugonics Társaság.
- Nevét viseli a szegedi piarista gimnázium.
- Nevét több tér, utca őrzi (pl: Szeged, Pécs, Budapest, Kiskunhalas).
- Emlékét őrzik Móra Ferenc A jó öreg Dugonics és Régi asszonyokról című életrajzi írásai (megjelentek Móra Napok, holdak, elmúlt csillagok című kötetében).